# Jens Öhman
Jens Olof Tore Öhman, född 17 oktober 1969 i Själevads församling, Örnsköldsviks kommun, är en svensk ishockeytränare och före detta spelare.
Öhman inledde sin seniorkarriär redan som 18-åring i Modo Hockey i Elitserien säsongen 1987/1988. Totalt sju säsonger blev det i Modo, fem säsonger i IF Björklöven, tre säsonger i Örnsköldsviks SK samt en säsong vardera i Örebro IK och Antjärns IK. Efter att ha avslutat sin spelarkarriär efter säsongen 2002/2003 har Öhman jobbat inom Modos organisation, bland annat som talangutvecklare och tränare.
Inför säsongen 2012/2013 presenterade IF Björklöven Öhman som klubbens nya huvudtränare och ledde sedan laget till Allsvenskt avancemang. Kontraktet förlängdes inför säsongen 2013/2014 med ytterligare två år, men efter att laget hamnat i botten av tabellen och tvingats kvala sig kvar sades Öhman upp efter säsongen. Säsongen 2014/2015 kontrakterades Öhman istället som assisterande tränare i Timrå IK.
Jens är bror till hockeyspelaren Stefan Öhman.